# Fakultet strojarstva i brodogradnje
Fakultet strojarstva i brodogradnje (FSB) javno je visoko učilište te znanstvenoistraživačka ustanova u sastavu Sveučilišta u Zagrebu. Najveća je znanstvena i obrazovna ustanova na području strojarstva, brodogradnje i zrakoplovstva u Hrvatskoj. Prvi je fakultet u Hrvatskoj koji je primjenio bolonjski proces, akademske godine 2003./2004.[nedostaje izvor]

## Povijest
Današnji Fakultet strojarstva i brodogradnje (FSB) je nasljednik Visoke tehničke škole osnovane 1919. i Tehničkoga fakulteta osnovana 1926. godine. Fakultet je osnovan kao nezavisna ustanova 1956. godine pod imenom Strojarsko-brodograđevni fakultet (SBF).
Godine 1958. osnovana je Visoka tehnička škola za pogonske inženjere zbog potrebe za strojarskim inženjerima usmjerenim na tehnologiju i organizaciju proizvodnje te na održavanje industrijskih postrojenja. Od 1961. godine, od kada se škola nalazi u sastavu Sveučilišta, djeluje pod nazivom Visoka tehnička škola (bez dodatka »za pogonske inženjere«). 1967. godine Visoka tehnička škola integrira se sa Strojarsko-brodograđevnim fakultetom u Fakultet strojarstva i brodogradnje.

## Ustroj
Na fakultetu je zaposleno oko 100 sveučilišnih profesora, 120 znanstvenih novaka, asistenata i tehničkih suradnika koji su okupljeni u 13 zavoda i 3 samostalne katedre.

### Fakultetski zavodi, katedre i laboratoriji
- Zavod za konstruiranje

- Katedra za elemente strojeva i konstrukcija
- Katedra za konstruiranje i razvoj proizvoda
- Laboratorij za elemente strojeva
- Laboratorij za konstruiranje
- Laboratorij za strojne sklopove

- Zavod za tehničku mehaniku

- Katedra za biomehaniku i ergonomiju
- Katedra za eksperimentalnu mehaniku
- Katedra za mehaniku i čvrstoću
- Katedra za primijenjenu dinamiku
- Laboratorij za dinamiku strojeva i teoriju mehanizama
- Laboratorij za eksperimentanu mehaniku
- Laboratorij za numeričku mehaniku

- Zavod za termodinamiku, toplinsku i procesnu tehniku

- Katedra za tehničku termodinamiku
- Katedra za toplinsku i procesnu tehniku
- Laboratorij za procesna mjerenja
- Laboratorij za termodinamiku
- Laboratorij za toplinu i toplinske uređaje
- Laboratorij za energetsku učinkovitost

- Zavod za motore i transportna sredstva

- Katedra za motore i vozila
- Katedra za tračnička i lebdeća pružna vozila
- Katedra za transportne uređaje i konstrukcije
- Laboratorij za motore i vozila
- Laboratorij za transportne uređaje i konstrukcije
- Laboratorij za mehatroniku transportnih sustava

- Zavod za energetska postrojenja, energetiku i ekologiju

- Katedra za energetska postrojenja i energetiku
- Katedra za inženjerstvo vode i okoliša
- Katedra za turbostrojeve
- Laboratorij za energetska postrojenja
- Laboratorij za vodu, gorivo i mazivo

- Zavod za brodogradnju i pomorsku tehniku

- Katedra za gradnju plovnih objekata
- Katedra za hidromehaniku plovnih objekata
- Katedra za konstrukciju plovnih objekata
- Katedra za osnivanje plovnih objekata i morsku tehniku
- Katedra za strojeve i uređaje plovnih objekata
- Laboratorij za brodske konstrukcije
- Laboratorij za brodske strojeve i uređaje plovnih objekata
- Laboratorij za hidromehaniku broda
- Laboratorij za primjenu računala u brodogradnji
- Laboratorij za tehnologiju mora
- Laboratorij za unapređenje brodograđevne proizvodnje

- Zavod za industrijsko inženjerstvo

- Katedra za projektiranje proizvodnje
- Katedra za sociologiju
- Katedra za upravljanje proizvodnjom
- Laboratorij za logistiku
- Laboratorij za projektiranje tehnoloških procesa
- Laboratorij za proizvodni menadžment
- Laboratorij za održavanje

- Zavod za kvalitetu

- Katedra za mjerenje i kontrolu
- Katedra za nerazorna ispitivanja
- Laboratorij za akustička svojstva atmosfere
- Laboratorij za nerazorna ispitivanja
- Laboratorij za precizna mjerenja dužina

- Zavod za robotiku i automatizaciju proizvodnih sustava

- Katedra za projektiranje izradbenih i montažnih sustava
- Katedra za strojarsku automatiku
- Katedra za autonomne sustave i računalnu inteligenciju
- Laboratorij za automatiku i robotiku
- Laboratorij za elektrotehniku
- Laboratorij za inteligentne proizvodne sustave
- Laboratorij za projektiranje izradbenih i montažnih sustava
- Laboratorij za autonomne sustave
- Laboratorij za medicinsku robotiku
- Laboratorij za računalnu inteligenciju

- Zavod za materijale

- Katedra za materijale i tribologiju
- Katedra za toplinsku obradbu i inženjerstvo površina
- Laboratorij za analizu metala
- Laboratorij za ispitivanje mehaničkih svojstava
- Laboratorij za materijalografiju
- Laboratorij za nemetale
- Laboratorij za toplinsku obradu
- Laboratorij za tribologiju
- Laboratorij za polimere i kompozite
- Laboratorij za inženjersku keramiku

- Zavod za zavarene konstrukcije

- Katedra za zaštitu materijala
- Katedra za zavarene konstrukcije
- Laboratorij za zaštitu materijala
- Laboratorij za zavarivanje

- Zavod za tehnologiju

- Katedra za alatne strojeve
- Katedra za ljevarstvo
- Katedra za oblikovanje deformiranjem
- Katedra za preradbu polimera i drva
- Laboratorij za alatne strojeve
- Laboratorij za ljevarstvo
- Laboratorij za medicinsko inženjerstvo
- Laboratorij za oblikovanje deformiranjem
- Laboratorij za preradbu polimera i drva

- Zavod za zrakoplovno inženjerstvo

- Katedra za zrakoplovne konstrukcije
- Katedra za dinamiku letjelica
- Laboratorij za dinamiku letjelica i konstrukcijskih sustava

- Zavod za mehaniku fluida

- Katedra za računalnu mehaniku fluida
- Katedra za aerodinamiku okoliša i konstrukcija
- Laboratorij za hidromehaniku i hidrauličke strojeve
- Laboratorij za umjetnu kardiovaskularnu cirkulaciju

- Katedra za matematiku
- Katedra za tjelesnu i zdravstvenu kulturu
- Katedra za tehničke strane jezike

- Laboratorij za tehničke strane jezike

## Studiji
Fakultet godišnje upisuje oko 510 studenata, dok ih godišnje diplomira oko 140. Preddiplomski studij, kojim se stječe akademski naslov sveučilišni prvostupnik inženjer strojarstva (univ. bacc. ing. mech.), traje 6 semestara (3 godine), diplomski 4 semestra (2 godine), a njegovim se završavanjem stječe akademski naslov magistar inženjer strojarstva (mag. ing. mech.). Po završetku diplomskog studija, student može nastaviti studirati na poslijediplomskom specijalističkom studiju koji traje 2 semestra ili na poslijediplomskom znanstvenom studiju koji traje 6 semestara (ako zadovoljava postavljene kriterije).
Prva godina studija zajednička je studentima strojarstva, brodogradnje i zrakoplovstva. Studenti strojarstva na drugoj godini mogu upisati jedan od 9 ponuđenih smjerova te studijski modul (usmjerenje) po vlastitom nahođenju pri upisu u 5. semestar preddiplomskog studija, a svoje obrazovanje unutar istog profila mogu nastaviti i na diplomskom studiju.

### Smjerovi studija strojarstva s pripadnim modulima
- Konstrukcijski smjer
  - Konstruiranje i razvoj proizvoda
  - Motori i vozila
  - Mehanizmi i roboti
  - Eksperimentalna mehanika
  - Dizajn medicinskih konstrukcija
  - Vojna i zrakoplovna tehnika
- Procesno-energetski smjer
  - Energetika
  - Procesna tehnika
  - Termotehnika
- Proizvodno inženjerstvo
  - Automatika u proizvodnji
  - Obradni sustavi
  - Osiguranje kvalitete
  - Preradba i montaža
  - Zavarene konstrukcije
- Brodostrojarstvo
- Inženjersko modeliranje i računalne simulacije
- Računalno inženjerstvo
  - Inteligentni montažni sustavi
  - Ljevarstvo
  - Proizvodnja polimernih tvorevina
  - Računalno modeliranje alata i kalupa
  - Računalno vođenje sustava
  - Računalom integrirani razvoj proizvoda
  - Suvremeni obradni sustavi i procesi
  - Upravljanje kvalitetom
- Industrijsko inženjerstvo i menadžment
- Inženjerstvo materijala
- Mehatronika i robotika

## Alumni
Od svog početka do 1990., FSB je obrazovao 8000 strojarskih i brodarskih inženjera, 1500 magistara znanosti i 800 doktora.[nedostaje izvor]

## Dekani
1. Stanko Šilović (1956. − 1957., 1960. − 1962.)
2. Dragutin Horvat (1957. − 1958.)
3. Davorin Bazjanac (1958. − 1959.)
4. Dragutin Krpan (1959. − 1960.)
5. Drago Kunstelj (1957. − 1958., 1960. − 1961. [VTŠ])
6. Aleksandar Đurašević (1961. − 1964. [VTŠ])
7. Niko Malešević (1962. − 1964.)
8. Milan Viličić (1964. − 1966.)
9. Ivan Turk (1964. − 1966. [VTŠ])
10. Joza Serdar (1966. − 1968.)
11. Drago Taboršak (1966. − 1967., 1968. − 1970. [VTŠ])
12. Josip Uršić (1970. − 1972.)
13. Veljko Brlek (1972. − 1974.)
14. Šime Šavar (1974. − 1978.)
15. Želimir Sladoljev (1978. − 1980.)
16. Federico Dusman (1980. − 1982.)
17. Dražen Bjelovučić (1982. − 1984.)
18. Mladen Novosel (1984. − 1986.)
19. Dušan Jeras (1986. − 1986.)
20. Andrija Mulc (1988. − 1990.)
21. Osman Muftić (1990. − 1990.)
22. Ivo Alfirević (1990. − 1992.)
23. Stjepan Jecić (1992. − 1994.)
24. Vjera Krstelj (1994. − 1996.)
25. Slobodan Kralj (1996. − 1998.)
26. Mladen Franz (1998. − 2002.)
27. Tonko Ćurko (2002. − 2006.)
28. Izvor Grubišić (2006. − 2010.)
29. Ivan Juraga (2010. − 2014.)
30. Zvonimir Guzović (2014. − 2018.)
31. Dubravko Majetić (2018. - 2022. )
32. Zdenko Tonković (2022. - danas )

## Galerija
- Sjeverna zgrada fakulteta, 2008.
- Glavna zgrada fakulteta, 2011.

## Vanjske poveznice
- Službene mrežne stranice
- Podatci o Fakultetu strojarstva i brodogradnje Sveučilišta u Zagrebu na stranicama Informacijskog sustava visokih učilišta RH  Arhivirana inačica izvorne stranice od 10. ožujka 2016. (Wayback Machine)
- Statut Fakulteta strojarstva i brodogradnje Sveučilišta u Zagrebu  Arhivirana inačica izvorne stranice od 7. ožujka 2007. (Wayback Machine)
- Obilježavanja 90. obljetnice Fakulteta strojarstva i brodogradnje Sveučilišta u Zagrebu  Arhivirana inačica izvorne stranice od 14. kolovoza 2010. (Wayback Machine)
- Fakultet strojarstva i brodogradnje Hrvatska tehnička enciklopedija, portal hrvatske tehničke baštine. LZMK

- Tehnički fakultet u Zagrebu Hrvatska tehnička enciklopedija, portal hrvatske tehničke baštine. LZMK